# Hiroshi Yamamoto
Hiroshi Yamamoto (japonès: 山本博)  (Yokohama, 31 d'octubre de 1962) és un arquer japonès, ja retirat, guanyador de dues medalles olímpiques.
Durant la seva carrera esportiva va prendre part en cinc edicions dels Jocs Olímpics d'Estiu, el 1984, 1988, 1992, 1996 i 2004. Guanyà la medalla de bronze en la prova individual el 1984 i la de plata el 2004, també en la competició individual.
En el seu palmarès també destaca una medalla de bronze en el Campionat del Món de 2009, així com sis medalles en els Jocs Asiàtics, dues d'or, tres de plata i una de bronze, entre les edicions de 1982 i el 2002.